# Bette Nesmith Graham
Bette Nesmith Graham (* 23. März 1924 in Dallas als Bette Clair McMurray; † 12. Mai 1980 in Richardson, Texas) war eine US-amerikanische Unternehmerin. Sie erfand eine Flüssigkeit zur Korrektur von Tippfehlern, die unter dem Trademark Liquid Paper („flüssiges Papier“) vermarktet wurde. Dieses Produkt ist mit dem in Deutschland bekannten Tipp-Ex vergleichbar, aber nicht identisch.

## Leben
Im Alter von 19 Jahren heiratete sie ihren ersten Ehemann Warren Nesmith. Während dessen Abwesenheit als Soldat im Zweiten Weltkrieg brachte sie ihren Sohn Michael Nesmith zur Welt, der später als Mitglied der Band The Monkees berühmt wurde. Nach der Scheidung von ihrem Ehemann 1946 musste sie sich und ihren Sohn allein durchbringen und arbeitete ab 1951 als Sekretärin bei der „Texas Bank and Trust“ in Dallas. In dieser Zeit bereiteten die neu eingeführten elektrischen Schreibmaschinen Probleme, weil der Tastenanschlag leichtgängig war und die zahlreich entstehenden Tippfehler nicht ausradiert werden konnten, ohne sichtbare Spuren auf dem Papier zu hinterlassen. Graham war Hobbymalerin und hatte die Idee, Tippfehler stattdessen zu übertünchen. Dazu mischte sie eine Tempera-Farbe passend zur Papierfarbe, die dann mit einem Pinsel auf die zu korrigierende Stelle aufgetragen und nach dem Trocknen überschrieben werden konnte. Anfangs wurde diese in Heimarbeit hergestellte Korrekturflüssigkeit, die sie Mistake Out nannte, nur von ihr selbst und einigen Kolleginnen genutzt. Ein Versuch, die Idee an IBM zu verkaufen, scheiterte 1957. Daraufhin begann Graham, das Produkt selbst zu vermarkten. Eine Anzeige in der Zeitschrift The Office brachte ihr 1958 die ersten größeren Aufträge ein. Die Firma General Electric bestellte 300 Flaschen, was ihre damalige Monatsproduktion bei weitem überstieg. 1962 heiratete sie Robert M. Graham, der in ihre Firma einstieg. 1963 steigerte sie ihre Produktion um das Zehnfache auf 5.000 Flaschen pro Monat. 1968 bezog die Firma ein eigenes Fabrikgebäude in Dallas und verkaufte in diesem Jahr erstmals eine Million Flaschen der inzwischen patentierten und in Liquid Paper umbenannten Korrekturflüssigkeit. Die Firma expandierte weiter, 1975 wurden 500 Flaschen pro Minute produziert. Im gleichen Jahr kam es zur Scheidung von ihrem Ehemann, der aber weiterhin in leitender Funktion in der Firma tätig blieb. In der Folge kam es zu Rechtsstreitigkeiten zwischen ihr und dem Vorstand. 1979 wurde die Liquid Paper Corporation für knapp 48 Millionen Dollar an Gillette verkauft.

## Sonstiges
Bette Graham, die der Glaubenslehre Christian Science angehörte, gründete zwei Stiftungen: die Betty Clair McMurray Foundation 1976 und die Gihon Foundation 1978. Sie förderte insbesondere Künstlerinnen.